# Consolat de catalans

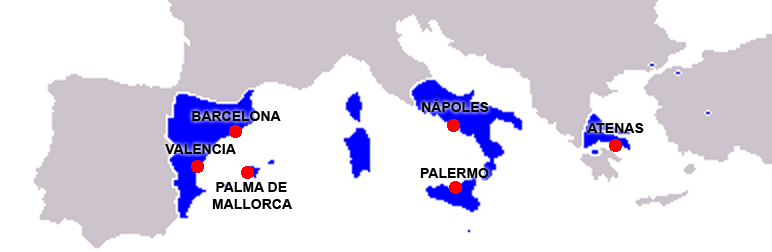
Territoris controlats per la Corona d'Aragó, c. 1350

Els Consolats de Cathalans (en llatí consules in ultramarinis partibus) van ser unes institucions internacionals paral·leles als Consolats de Mar, (aquests dins dels territoris de la Corona d'Aragó), que es van estendre arreu del Mediterrani, en llocs d'influència de dita Corona d'Aragó, per tal d'afavorir els intercanvis comercials.
Com a Consolats de Mar més importants, hi havia el Consolat de Barcelona (1258), el Consolat de València (1283) i el Consolat de Mallorca (1326), però ja feia temps que s'havien establert Consolats de Catalans a molts ports del Mediterrani, nombre que, amb el temps, aniria in crescendo, sobre tot a partir de la concessió de Jaume I a la ciutat de Barcelona del dret d'elegir consules in ultramarinis partibus.

## Institució medieval
El títol de cònsol, en el sentit en què s'utilitza en el dret internacional, es deriva del de certs magistrats, a les ciutats de la Itàlia medieval, Provença i Llenguadoc, encarregat de la solució de diferències comercials ja fos per terra o per mar (consules mercatorum, consules artis maris, etc.). Amb el creixement del comerç es va considerar convenient nomenar agents amb poders similars a l'estranger, i aquestes sovint van ser de l'estil de cònsols encara que no invariablement, consules in ultramarinis partibus. Els cònsols d'ultramar més primerencs van ser els establerts per Gènova, Pisa, Venècia i Florència, entre 1098 i 1196, al Llevant, a Constantinoble, a Palestina, Síria i Egipte. D'aquests, l'agent pisà a Constantinoble portava el títol de cònsol i el venecià el de Baylo (q.v.). El 1251 Lluís IX de França va organitzar un tractat amb el sultà d'Egipte en virtut del qual es van establir els cònsols de Trípoli i Alexandria, finalment, Du Cange cita una carta de Jaume d'Aragó, amb data de 1268, amb la concessió a la ciutat de Barcelona del dret d'elegir consules in ultramarinis partibus.
La institució catalana pot ser traçada amb la Carta Consular a la ciutat de Barcelona per Jaume I d'Aragó el 1258. que va donar als mercaders de Barcelona la forma de resoldre les seves disputes comercials sense interferència dels tribunals reials: a canvi, el rei va rebre el suport financer que necessitava per a les seves guerres d'expansió. La llei mercantil (ius mercadorium) s'aplicava llavors a través de gran part d'Europa, amb institucions similars que ja havien estat establertes a Messina (primer terç del segle xiii) i a Gènova (1250).
El consolat de Barcelona va ser seguit pels de València (1283) i de Mallorca (1326), els quals es regiren pels costums marítims de Barcelona, primer nucli del futur Llibre del consolat de mar, compilat a mitjan segle xiv, la vigència del qual es va estendre per tots els Consolats de Catalans i d'altres països.

## Jurisdicció dels cònsols
Els cònsols tenien plena autoritat sobre les causes mercantils promogudes en el territori de la seva responsabilitat. Si les causes anaven a altres tribunals, aquests havien de jutjar segons les lleis del Consolat de Mar.
| «                                    | De la favor de les causes mercantivols. Cap. XVII: Item statuim e ordenam que com causes algunes mercantivols o altres pertanyents a la iurisdicció dels consols de la mar o de la mercaderia seran evocades a la Real audiencia ab alguna qualitat, que dites causes se hagen a tractar en dita audiencia segons les ordinacions de consolats y sien tenguts les parts prestar seguretat de juy y recusant o no podent-la prestar sien meses en presó si e segons se acostuma fer en lo consolat... | » |
| — Constitucions de Catalunya (1510). | |   |

## Mercaderies
Els consolats de catalans mercadejaven amb: blat, ordi, sal, cotó, or, especies i fins i tot, esclaus.

## Principals Consolats de Catalans
- 1063. Consolat de Catalans a Trani.
- Consolat de Catalans a Pisa.
- 1128. Consolat de Catalans a Messina, concedit en 15 de maig per Roger I de Sicília després de la reconquesta de l'illa.
- Consolat de Catalans a Xipre.
- Consolat de Catalans a Constantinoble.
- Consolat de Catalans a Venècia.
- Mitjan s. XIII. Roger I de Sicília concedeix un consolat a Messina, amb la capacitat d'escollir a dos cònsols entre els senyors de naus i mercants, aquests cònsols tenen poder per establir capítols sobre els usos de mar i la manera de regir el Consolat.
- 1250. Consolat de Catalans a Gènova, s'associen 4 cònsols de mar al tribunal civil
- 1280. Consolat de Catalans a Venècia, va tenir un col·legi a 1280 que va ser derogat, i el seu successor Delli Sopra-Consoli tenia ordenances que dataven de 1244 com a molt. No va tenir una institució permanent fins a principis del s. XIV quan es va fundar el Delli Cinque Savi alla mercanzia.
- 1448. El 23 juny es crea el Tribunal de commerce a Niça amb autoritat per resoldre conflictes comercials tant terrestres com marítims.
- 1463. Fundació del Consolat de Catalans a Montpeller.
- 1474. Fundació del Consolat de Catalans a Marsella.
- 1626. El 26 març es crea el Consulat de la mer a Niça.
- S. XVII. Consolat de Catalans a Malta.

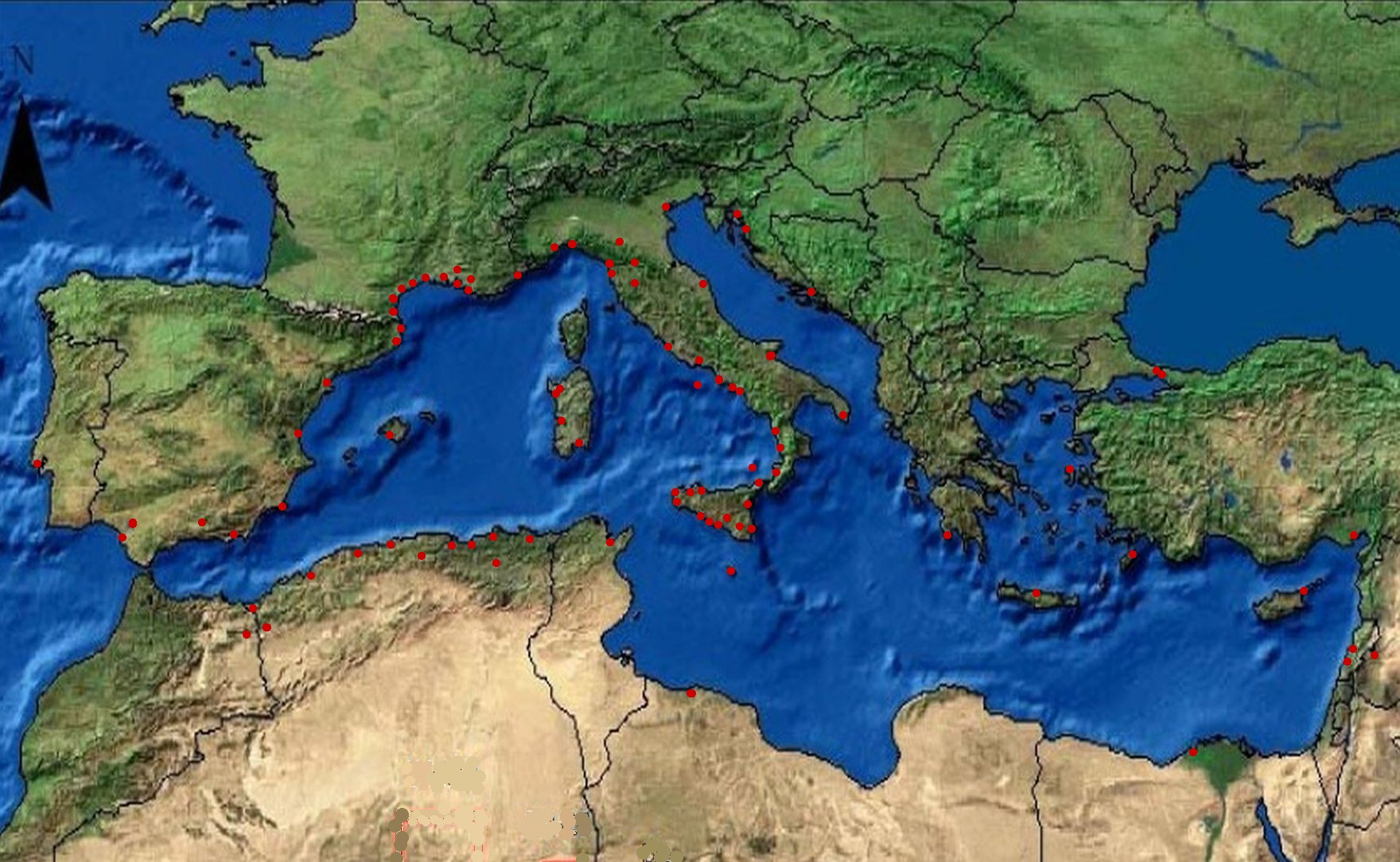
Consolats de cathalans

## Llista general de Consolats de Catalans
- 1233. Gènova
- 1253. Tunis
- 1264. Alexandria
- 1279. Pisa
- 1281. Constantinoble (Piri Reis)
- 1282. Sevilla
- 1286. Palerm
- Messina
- 1301. Càller
- Pera
- 1343. Bugia (mallorquins)
- 1352. Tràpani
- 1377. Beirut
- Damasc
- 1433. Siracusa
- 1500. Venècia
- Modó
- Quios
- Càndia
- Rodes
- Famagusta
- Ragusa
- Senya
- Rijeka
- Ancona
- Manfredònia
- Òtranto
- Turpia
- Tropea
- Castellammare
- Ischia
- Gaeta
- Roma
- Liorna
- Niça
- Ais de Provença
- Avinyó
- Arle
- Aigües Mortes
- Vias
- Montpeller
- Pezenas
- Montaignac
- Marsella
- Sàsser
- Alguer
- Oristany
- San Lucido
- Nàpols
- Catània
- Lentini
- Piazza-Armeria
- Licata
- Agrigento
- Sciacca
- Malta
- Trípoli
- Bona
- Constantina
- Mansoura
- Alger
- Londres
- L'Ecluse
- Bruges
- Gant